# Бён, Минотти
Конрад Норман Минотти Бён (норв. Conrad Norman Minotti Bøhn; 14 мая 1888 — 6 июня 1975) — норвежский футболист. Автор первого гола сборной Норвегии в международных матчах.

## Карьера
В 1905 году Бён был участником победной команды муниципальной средней школы Кристиании в школьном турнире. В 1906 году он присоединился к команде «Один» и участвовал в чемпионате Кристиании.В 1907 году Бён перешел в «Меркантиле» и в этом же году стал чемпионом Норвегии. Он забил один из голов в финальном матче против «Сарпсборга», где его команда одержала победу со счетом 3:0.
В 1908 году Норвежская футбольная ассоциация решила позволить «Меркантиле», действующему норвежскому чемпиону, представлять страну в своем первом международном футбольном матче в Гётеборге. Только два игрока из этого состава не представляли «Меркантиле». На первых минутах матча Минотти Бён забил первый гол в истории норвежской сборной, но точное время забитого гола неизвестно, так как разные источники приводят различные данные. Некоторые источники утверждают, что гол был забит через 45 секунд после начала матча, другие же говорят о 15 секундах, что стало международным рекордом (до 1910 года). Репортеры на стадионе включили секундомеры только после первого гола. Трюгве Гран, нападающий сборной Норвегии, представил совершенно другую версию событий того же матча. По его воспоминаниям, гол был забит примерно через минуту после того, как он сделал передачу, а Бён головой забил мяч в ворота. Несмотря на все эти споры, матч закончился поражением сборной Норвегии (11:3), Бён стал автором двух голов и больше никогда не играл за сборную.
Бён быстро достиг успеха в футболе и время от времени участвовал в тренировках легкоатлетического клуба «Эрнульф». В 1909 году, находясь за границей, он принял участие в соревнованиях в Мангейме, и одержал победу в прыжках в длину, троеборье, забеге на 100 метров (время 11,2 секунды) и прыжках в высоту (1,72 метра). По одной из версий, Бён превзошел скандинавский рекорд в прыжках в длину, достигнув отметки 7,11 метра, в то время как предыдущий рекорд составлял 6,83 метра.

## После карьеры
В 1909 году Бон покинул Норвегию и в возрасте 21 года завершил свою футбольную карьеру. Он переехал в Лондон, где стал бизнесменом. Во время Второй мировой войны он активно помогал норвежской общине в Лондоне и был награжден Орденом Святого Олафа. После войны он переехал на лазурный берег.

## Сборная
| Турнир            | Дата         | Против | Результат | Место провидения | Голы |
| ----------------- | ------------ | ------ | --------- | ---------------- | ---- |
| Товарищеская игра | 12 июля 1908 | Швеция | 3:11      | Гётеборг, Швеция | 2    |

## Достижения
- Меркантиле
  - Кубок Норвегии (1): 1907[4]

## Награды
- Командор Ордена Святого Олафа — награжден 14 ноября 1949 года, за свою деятельность в интересах Норвегии в Великобритании, во время Второй мировой войны[12].